# Réserve naturelle régionale des landes et marais de Glomel
La réserve naturelle régionale des landes et marais de Glomel (anciennement des landes de Lan Bern et Magoar-Pen Vern) (RNR195) est une réserve naturelle régionale située en Bretagne. Classée en 2008, elle occupe une surface de 108 hectares et protège des groupements de landes humides et tourbeuses.

## Localisation

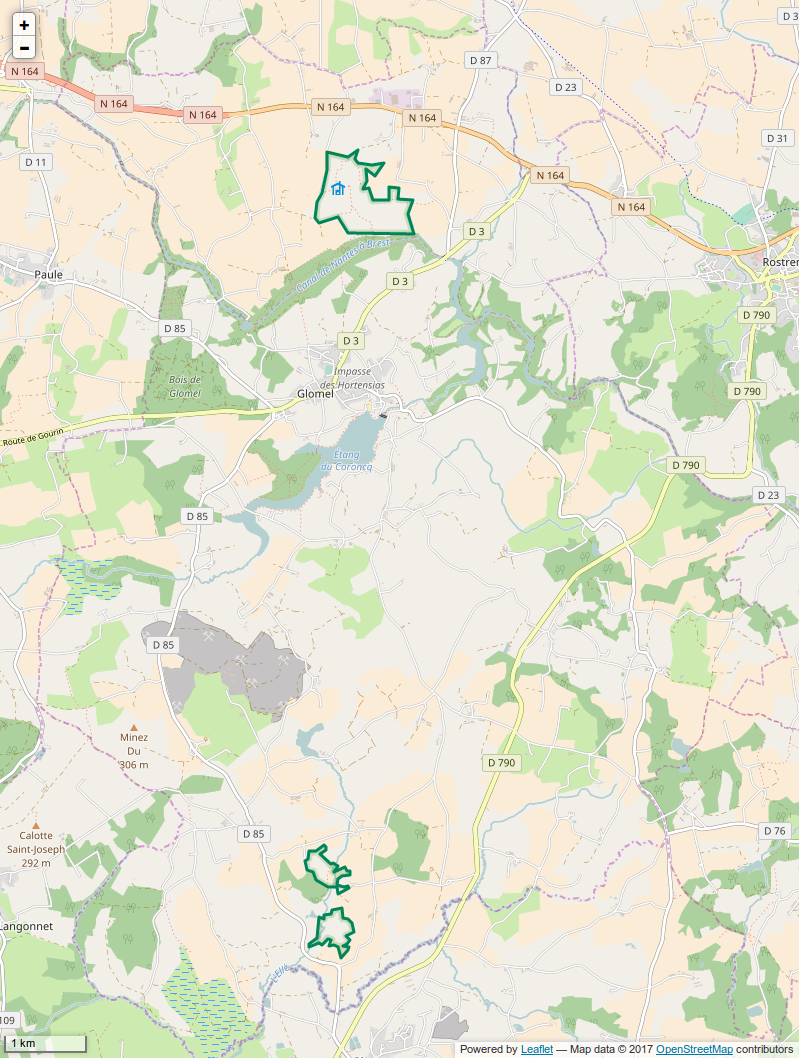
Périmètre de la réserve naturelle.

Le territoire de la réserve naturelle est dans le département des Côtes-d'Armor sur la commune de Glomel et au cœur des Montagnes Noires. Il est constitué de deux sites distants d’une dizaine de kilomètres, les landes de Lan Bern au nord (35 ha) et le marais de Magoar-Pen vern au sud (87 ha). Le premier site comprend des landes humides et tourbeuses en bordure nord du canal de Nantes à Brest. Le second est constitué de deux zones de bas marais, de landes mésophiles et tourbeuses et de prairies humides bordant le cours du ruisseau du Grazius.

## Histoire du site et de la réserve
Le site est géré depuis 1992 par l'AMV. Le classement en réserve naturelle régionale est intervenu en 2008.
La réserve naturelle a changé de nom en 2016.

## Écologie (biodiversité, intérêt écopaysager…)
L’ensemble des secteurs comprend des biotopes rares et diversifiés. On y trouve des landes méso-hygrophiles tourbeuses à sphaignes, à ajoncs, à callune et à bruyères, des groupements de tourbières, des prairies humides à joncs, des fourrés à bourdaine, des saulaies marécageuses, saulaies boulaies hygrophiles et des chênaies acidophiles ainsi que quelques prairies humides oligotrophes et mégaphorbiaies sur la partie orientale.

### Flore

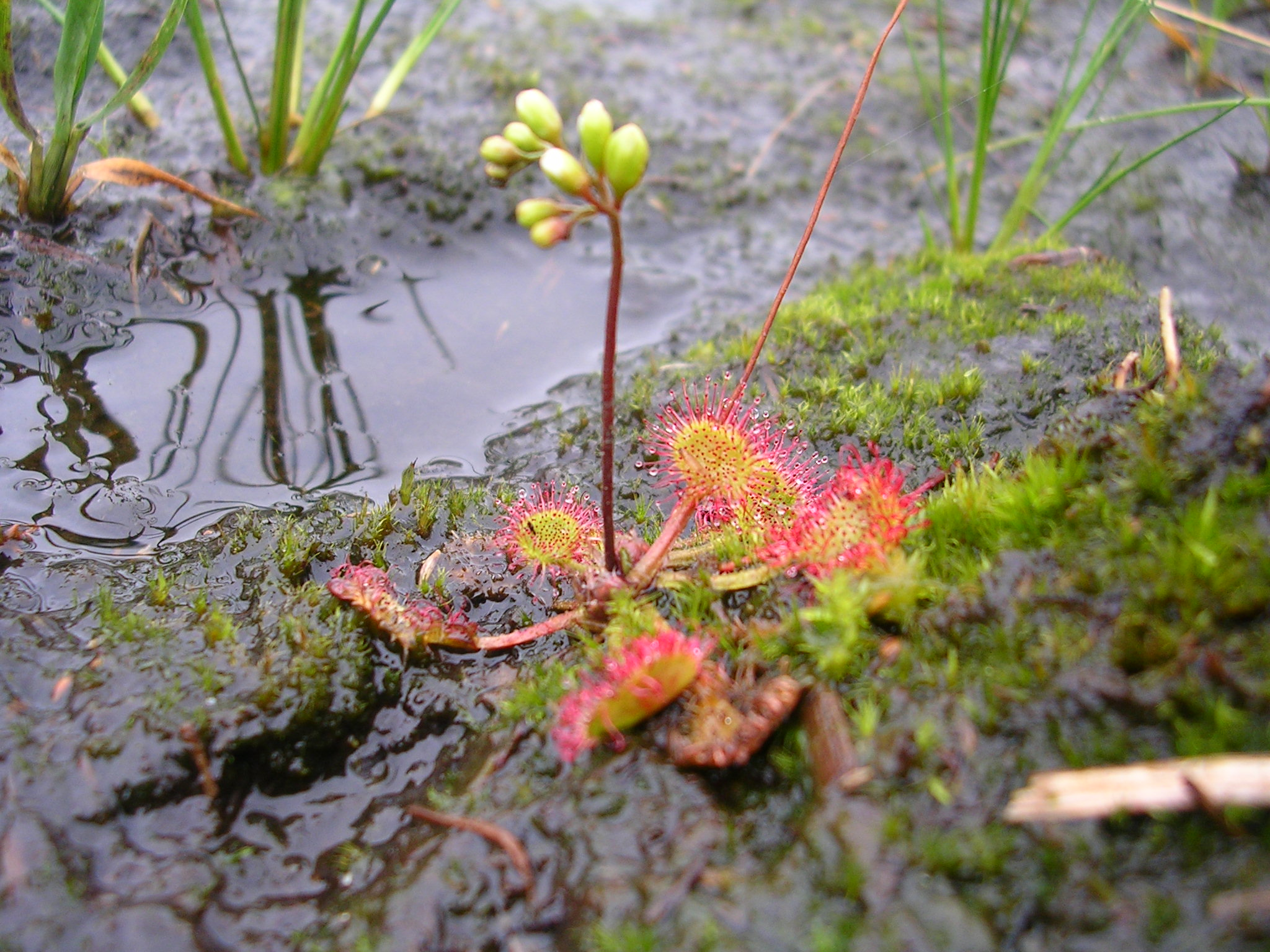
Drosera rotundifolia, plante patrimoniale de la réserve

Sur Lan Bern, on compte plus de 400 espèces botaniques dont certaines sont menacées : Rossolis intermédiaire et à feuilles rondes, Bruyère à quatre angles, Fluteau nageant, Sphaigne de la Pylaie, Gentiane pneumonanthe, Grassette du Portugal, Pilulaire à globules, Lycopode inondé, Narthécie des marais, etc.

### Faune
L'avifaune compte 77 espèces parmi lesquelles la Fauvette pitchou, l'Engoulevent d’Europe, le Faucon hobereau. Pour l’entomofaune, 330 espèces sont inventoriés dont 14 espèces déterminantes comme l’Azuré des mouillères, le Damier de la succise ou le Sympétrum noir.
Parmi les reptiles et amphibiens qui fréquentent la réserve naturelle, citons la Vipère péliade, la Couleuvre à collier, l’Orvet, les Tritons marbré et crêté, la Rainette arboricole et la Grenouille agile. Pour les mammifères, on peut citer la Loutre d'Europe et la Musaraigne aquatique.

## Intérêt touristique et pédagogique

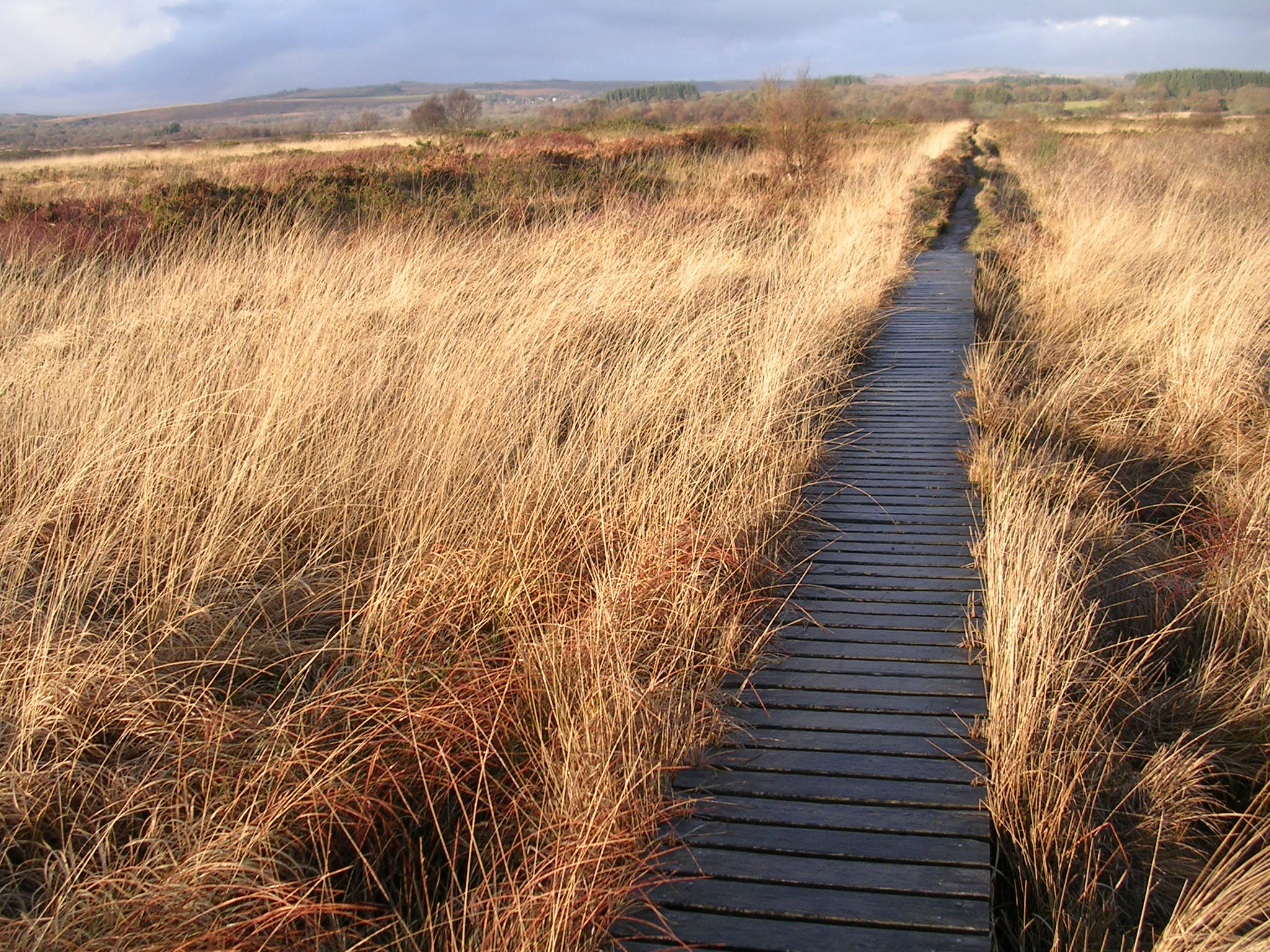
Ponton dans la tourbière

La réserve dispose de 2 sentiers pédagogiques de 2,5 km et 3,5 km ouverts au public. Un verger conservatoire de 92 pommiers est installé sur le site de Lan Bern.
La menace principale qui pèse sur les milieux de la réserve naturelle est leur fermeture faute d'entretien ou d'exploitation.

## Administration, plan de gestion, règlement
La réserve naturelle est gérée par l'Association de mise en valeur de Lan Bern et Magoar (AMV) depuis 1992.

### Outils et statut juridique
La réserve naturelle a été créée par une délibération du 20 décembre 2008. 
Le site de Lan Bern est classé en ZNIEFF de type I et en ZSC « Complexe de l’est des Montagnes Noires ». Le site de Magoar-Penvern constitue une ZNIEFF de type I rattachée à la ZSC/ZNIEFF de type II « Rivière Ellé »